# 夏娃的时间
《夏娃的时间》（日語：イヴの時間，イヴのじかん）是一部日本原創網路動畫。2008年8月在網路依序播出約15分鐘，共6話。2010年3月6日重新編輯為完整電影版上映。
曾獲2010年東京國際動畫博覽會第9届東京動畫獎OVA項目優秀奬，第14屆日本新媒體動漫藝術節動畫部門推荐作品。

## 概觀
|              | 未來，可能是日本，在機器人已經實用化很久以後，人形機器人剛開始實用化的時代 |
| ——夏娃的时间 |                                                                            |

男主角——高中生陸夫在他們家的家庭用人形機器人（下文直接以機器人代稱）——薩米的行動記錄中，發現命令以外的行為。在朋友正樹的慫恿下，他們前去尋找記錄中的地方。在那裡，他們發現了一間奇妙的咖啡店「夏娃的時間」。

## 人物
向坂陆夫（聲：福山润）
主角，男高中生，與雙親和姊姊直子一同生活。家裡有一台家用人形機器人「薩米」。在劇中的時代，人們普遍認為如薩米這類的家庭用人形機器人是「方便的工具」，而不應用如同對待人類般的方式去對待他們。然而，主角家庭成員還是挺信任薩米的。父親的工作似乎與人形機器人有關。有学习弹钢琴，但因为一次获奖比赛新闻关注点不及同场的机器人弹奏，认为自己不及机器人表达感情而停止了，在故事中，因为萨米表达喜欢其弹琴并希望能重新听见其演奏而恢复。
由劇場版薩米的回憶得知，父親和蘆森博士有交情，可能有工作關係。
真崎正和（聲：野岛健儿，三瓶由布子（年幼））
男高中生，陸夫的朋友，是對機器人三原則相當了解的優待生，不過家裡沒有家用人形機器人，但有一個已停產的育兒機器人THX，暱稱泰克斯（テックス）。
由于年幼时和THX暗中立下称呼，被父亲发现后下命令THX禁止和正和说话，虽然后来猜到缘故，但仍因为THX的背叛而一直对机器人缺乏好感，认为其友情不及命令重要，后来THX为了保护正和而说话，说明了自己不希望和正和离开，而得到正和的谅解。
從劇情對話得知，父親在倫理委員會工作。
薩米（聲：田中理惠）
陸夫家中有著女性外觀的家用人形機器人。從劇中的對話可以知道，陸夫的媽媽很喜歡薩米，但是姊姊似乎對薩米有點感冒。與大多數的家用行人型機器人一樣，平時都像機器一般的面無表情，然而在面無表情的背後，卻是「夏娃的時間」的常客，在「夏娃的时间」时会使用发圈绑起头发，很喜欢陆夫弹琴而曾偷偷试着学弹。
劇場版薩米的回憶圖片中得知，薩米可能由潮月設計，然後被芦森毀掉（篇末潮月對話得知），接著可能再由芦森改造後作為家用機器人送到了向坂家做候补观察。
凪（聲：佐藤利奈）
「夏娃的時間」的服務生，耳環與眨眼令人印象深刻。個性溫柔待人和氣，但是對店內的規則卻是嚴格把關。是十多年前機器人傷人事件的受害者。受傷出院後和潮月一起居住旅行，在數個地方都開過同名的茶室，均因為各種各樣的原因關門。似乎和芦森主任相識。
亞紀子（聲：野上尤加奈）
人形機器人，「夏娃的時間」的常客，外觀與內在看起來就是很活潑的人，個性爽朗且容易與人聊開。對第一次到店內的陸夫及正樹相當親切，在「夏娃的時間」会戴著針織帽。
耕次（聲：中尾巌雄）
人形機器人，「夏娃的時間」的常客。以為莉娜是個樣子很像他主人的人類，希望通过和莉娜相处了解主人并希望主人能找个人类的伴侣。
莉娜（聲：伊藤美纪）
人形機器人，「夏娃的時間」的常客，有著漂亮的外表。是样子像耕次的重要人物的守护机器人，在一次保护时受伤并且不能送去修理而被抛弃，在「夏娃的時間」以為耕次是個人類，希望和耕次相处能重新获得被主人喜欢的幸福。
千惠（聲：澤城美雪）
「夏娃的時間」的常客，估計不到8歲的小孩子，喜歡在店內跑來跑去，認為自己是貓，喜歡冰淇淋，喜歡藏東西。
西梅（聲：清川元梦）
「夏娃的時間」的常客，老紳士的外表，是千惠的保護者。是秘密開發的新一代育兒機器人（以長輩或父母的身份來養育兒童），並且處於秘密測試中。
塞特罗（聲：杉田智和）
「夏娃的時間」的常客，每次見到他都是在讀書（書名CODE：LIFE），性格沈默寡言，也很少跟其他顧客接觸。实际是芦森派来观察「夏娃的時間」。
直子（聲：水谷优子）
陸夫的姊姊，女大學生。對於家裡有人型機器人覺得很羞恥，對於弟弟陸夫似乎快成為 Dori 系而感到擔心，認為媽媽對薩米的關心跟弟弟對薩米的關心是不同的關心。在6集DVD的最後，有把薩米當作家人對待的傾向。
劇場版中在某個片段中得知了薩米的自我意識。
芦森博士（聲：山口由里子）
APC（科學研究省 人工知能研究所下屬 情緒抑制迴路（CODE:EVE）開發研究室）主任，賽特羅的上級。一直有观察「夏娃的時間」的情况，曾经因为给予机器人情感的计划而与潮月发生过争执，甚至强行破坏实验机器人来终止该计划。
卡托朗（聲：石塚運昇）
被非法拋棄的已停產的育兒用家庭機器人（拋棄的時候已經消除了所有與主人相關的信息，但所養育的主人家小孩給自己起名字的片段沒有被刪除），成為流浪機器人之後來到了「夏娃的時間」。
潮月（聲：小谷公一郎）
外表像中年男子。在劇場版ED前由芦森的口中得知，其似乎有非常強的編程能力，编制隐含了1138命令代号的「夏娃的時間」規則。现在由凪所照顾。

## 名詞解释
夏娃的時間
一間咖啡店的名字，故事發生的主要舞台。因為店內特殊的規則，在夏娃的時間中，人類和機器人是沒有區別的。大概也是機器人能表現出感情的唯一的地方。
規則
夏娃的時間之店內規則。「本店內，人類與機器人並沒有區別，希望光顧的客人們能一起遵守這個規則，享受快樂的時間」，如同機器人法的一個灰色地帶。实际上是写有规则的招牌上隐含写有1138的命令代号，使机器人可以自行绕过机器人法的限制，允许关掉环的投射并解除对情感的抑制。
夏娃特調咖啡
夏娃的時間的特製咖啡。雖然是會讓人咬到舌頭的名字，但卻意外地好唸，而且沒有任何違和感。名字的由來，應該是 Eve Blend，以日語發音再連在一起念之後誕生。
土岐阪事件
发生在故事开篇十几年前的事件，一台家庭机器人失控，被工作人员制止时伤及一名女孩，伦理委员会的前身因为这件过激行为事件而导致会长引咎辞职并平息活动，事后该事件也被改成机器人伤害人类作为反对机器人的藉口。当年这名女孩就是现在「夏娃的时间」店员凪，由于这事件而残疾，得到潮月的帮助安装仿生义肢而恢复。
機器人
在這個世界應用的非常普及，常被設計來應用在各個領域。分為兩種，人形機器人（像薩米這類的家用型）、非人形機器人（故事中指的是那種沒有人類外觀的機器人）。不過他們的行動都被機器人三原則以及機器人法（劇中虛擬的法令）所約束。
家用型機器人
相當普遍的家庭用人形機器人，外觀與人類並無不同。雖然被當成像冰箱這類家電在使用，然而主人過度依賴的社會問題也是存在的。
環
為了讓人型機器人能與人類有所分別，人形機器人的頭上都有用全像攝影投影出來的環。當接受人類命令後，環的內容會改變為有關指令的文字。在「夏娃的時間」店內，因為規則的關係，所以環不會顯示。如此，店內的客人將無法區別彼此是人類還是人形機器人。
機器人法
用來管制人形機器人與機器人的法令。該法令其中有條文規定，人形機器人有將環投射出來的義務。
機器人三原則
機器人三原則是所有機器人行為最根本的限制，就好比人類無法站在水面上一樣。
Dori 系
Android Holic（人形機器人精神依存症）的簡稱，泛指會把家用型機器人當人類看的人。
倫理委員會
反機器人的團體，透過電視廣告等，對所有機器人的存在提出異議。暗中也动用机器人做间谍来侦察人类和机器人过于亲密的场所。
シネマタイド
劇中出現的手機，擅長於畫像與動畫的表現方式。
1138
隐藏于「夏娃的时间」规则牌里的命令代号，能使机器人绕过机器人法的限制，解除对情感的抑制，由潮月所编写。

## 制作团队
- 分鏡、演出、3DCG、撮影、編集、音響監督、原作、脚本、導演：吉浦康裕
- 人物設定、作畫監督：茶山隆介
- 音樂：岡田徹
- 動畫製作：六花工作室
- 制作：DIRECTIONS
- 製片人：長江努

## 音樂
TV片尾曲
作詞・作曲：BANANA ICE，編曲：岡田徹，演唱：田中理惠
剧场片尾曲「I have a dream」
作詞、作曲、編曲：梶浦由记，演唱：Kalafina(SME Records)

## 剧场版
剧场版为OVA版的总篇集加上部分新制画面凑成的完整版，2010年3月6日在新宿池袋发布，2010年4月3日在大阪梅田发布。

## 其他媒体改编

### 漫画
于YOUNG GANGAN2010年5号至连载2012年6号，原作为吉浦康裕，作画为太田優姫。。
1. 2010年9月25日初版 ISBN 978-4-7575-3011-9
2. 2011年7月25日初版 ISBN 978-4-7575-3303-5
3. 2012年4月25日初版 ISBN 978-4-7575-3574-9

### 其他书籍
- 小说原作吉浦康裕，作者为水市恵，插画为茶山隆介。2010年3月18日于小学館的GAGAGA文庫发售。 ISBN 978-4-09-451193-2
- FanBook于2010年2月由新紀元社发售。ISBN 978-4-7753-0793-9

## 外部連結
- （日語） 夏娃的時間官方網站 （页面存档备份，存于）
- （日語） 夏娃的時間網誌 （页面存档备份，存于）
- （日語） 六花工作室
- （日語） DIRECTIONS